# Tsend-Ayuushiin Tserennadmid
Tsend-Ayuushiin Tserennadmid (8 de mayo de 1990) es una deportista mongola que compite en judo. Ganó dos medallas de bronce en el Campeonato Asiático de Judo en los años 2013 y 2016.

## Palmarés internacional
| Campeonato Asiático | Campeonato Asiático  | Campeonato Asiático | Campeonato Asiático |
| Año                 | Lugar                | Medalla             | Categoría           |
| ------------------- | -------------------- | ------------------- | ------------------- |
| 2013                | Bangkok (Tailandia)  | Medalla de bronce   | –63 kg              |
| 2016                | Taskent (Uzbekistán) | Medalla de bronce   | –63 kg              |